# Fundação Três Culturas

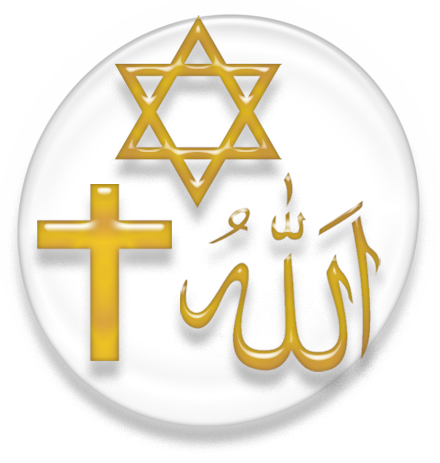
Símbolos religiosos das três culturas.

A Fundação Três Culturas (em castelhano, Fundación Tres Culturas) é uma entidade pública de Espanha, dependente da Junta de Andaluzia. Localiza-se na Isla de la Cartuja, em Sevilha, no que foi o Pavilhão de Marrocos (Pavilhão Hassan II)  durante a Exposição Universal de Sevilha de 1992.
Tem como objectivo principal promover o diálogo, a paz e a tolerância entre as três culturas mediterrânicas (judaica, cristã e islâmica). 
Foi constituída em 8 de Março de 1998, por iniciativa da Junta de Andaluzia e do Reino de Marrocos, como consequência da Conferência Euro-mediterrânica de Barcelona, realizada em Novembro de 1995. Mais tarde uniram-se o Centro Peres para a Paz, a Autoridade Nacional Palestiniana e outras instituições da Palestina e Israel.
A fundação tem promovido e produzido numerosas exposições temáticas, eventos culturais e diversas publicações científicas e culturais. Possui uma importante biblioteca integrada na Rede de Bibliotecas Especializadas e Centros de Documentação do Sistema Andaluz de Bibliotecas.
Em 2009 esta instituição pública espanhola foi galardoada pela Associação Andaluza de Professionais da Informação e da Documentação com o Prémio Hernando Colón, em virtude do “seu valioso trabalho de recuperação, conservação e difusão do património bibliográfico e documental andaluz”.